# Alma Siedhoff-Buscher
Alma Siedhoff-Buscher, née Alma Buscher le 4 janvier 1899 à Kreuztal et morte le 25 septembre 1944 à Buchschlag (maintenant Dreieich), est une créatrice allemande, issue notamment de l’école du Bauhaus. Elle est connue pour ses meubles et jouets de conception innovante.

## Biographie
Alma Buscher est née le 4 janvier 1899 à Kreuztal en Allemagne, Rhénanie du Nord-Westphalie. À partir de 1917, elle étudie à l'École Reimann (de) (Reimann-Kunstschule) de Berlin dont le fondateur Albert Reimann a introduit le système des Werkstätte à Berlin, puis à l'Institut d'enseignement du musée des Arts décoratifs de Berlin, une ancienne école d'arts appliqués.  
En 1922, Alma Buscher rejoint l'école du Bauhaus à Weimar et, comme tous les étudiants, suit d'abord le cours préliminaire dirigé par Johannes Itten et les cours de Paul Klee et Wassily Kandinsky. Elle intègre ensuite l'atelier de tissage où on oriente alors toutes les élèves féminines. Il est alors dirigé par Georg Muche et Helene Börner. En 1923, avec le soutien de deux professeurs, Georg Muche et Josef Hartwig (de), elle est passée à l'atelier de sculpture sur bois. Elle est une des rares femmes à avoir pu quitter la «   classe des femmes »  pour un atelier purement masculin. Walter Gropius considère en effet que le cerveau des femmes ne leur permet pas de penser en trois dimensions et que leur place est dans l'atelier de tissage  Pour ce faire, elle a dû user de ruse en prétextant vouloir juste se servir l’atelier de bois en tant qu’invitée. Comme ses œuvres ont rapidement connu un succès commercial et des rentrées financières que le Bauhaus pouvait difficilement refuser, son travail à l'atelier du bois est accepté à titre exceptionnel. 

### La "Haus am Horn"
Pour la grande exposition du Bauhaus en  1923, Alma Siedhoff-Buscher est chargée de meubler et décorer, du sol au plafond, avec Erich Brendel, un étudiant en ébénisterie, la chambre d'enfants de la maison modèle « Haus am Horn »  . 
Les critiques de la « Haus am Horn » sont mitigées mais les réalisations les plus appréciées sont les jouets et le mobilier créés par Alma Siedhoff-Buscher. Cette reconnaissance déplaît au directeur du Bauhaus Walter Gropius, qui pense la popularité des articles pour enfants risque de déprécier la réputation de l'école en tant qu'établissement universitaire. La plupart des meubles exposés à la Haus am Horn n'existent plus, mais la copie du placard à jouets réalisée en même temps que l'exposition fait partie de la collection du Musée du Bauhaus de Weimar. Une copie a été réalisée pour la restauration de la maison "Haus am Horn" en 2019,. 
En 1924, la société Zeiss de Iena achète ce mobilier pour son jardin d'enfants. Les jouets et meubles de Alma Siedhoff-Buscher sont également présentés à une exposition lors des Fröbel Days, conférence pour les organisations professionnelles des enseignants de jardins d'enfants, ainsi qu'à l'Exposition « Youth Welfare in Thuringia » qui s'est tenue à Weimar  et à « The Toy », exposition internationale de jouets à Nuremberg.  
La Haus am Horn de 1923, qui a présenté un prototype révolutionnaire pour la vie moderne fait maintenant partie du patrimoine mondial de l'Unesco (Bauhaus et ses sites à Weimar, Dessau et Bernau) depuis 1996  . En 2018, il a subi une restauration majeure en vue des célébrations du centenaire du Bauhaus en 2019.

### Les jouets
Parmi les jouets de Alma Siedhoff-Buscher les plus connus de cette époque figurent le « petit jeu de construction naval » et le « grand jeu de construction naval » constitués de  pièces de bois peints dans des couleurs primaires de 39 pièces. 
Le « Bützelspiel » est un jeu de construction destiné aux tout-petits. 
Ses « Wurfpuppen » (poupées à jeter) sont prévues pour être manipulées activement. Elles représentent aussi bien des filles que des garçons et peuvent facilement convenir aux enfants des deux sexes.
Alma Siedhoff-Buscher imagine aussi un théâtre de marionnettes (Puppettheater) en 1923, simple cube de bois posé sur des pattes fines et peint dans les couleurs du Stijl : bleu, blanc, jaune et rouge. Son air de tableau de Mondrian s'étend au rideau de scène, à la scène et aux marionnettes, formes abstraites de bois.

### Dessau et après
En 1925, elle suit le Bauhaus à Dessau où elle est encore étudiante jusqu'en 1927 puis y travaille comme employée. Durant sa dernière année au Bauhaus, elle conçoit des kits à découper et des livres à colorier pour l'éditeur Otto Maier Ravensburg. 
Elle épouse Werner Siedhoff (de) (1899-1976), un danseur et acteur, en 1926 et ils ont deux enfants : l'acteur Joost Siedhoff (de), né en 1926 et une fille, Lore, née en 1928. Le travail de Werner amène la famille à déménager souvent à partir de 1928 et on ne relève plus d’œuvres artistiques majeures de Alma à partir de cette période mais elle produit encore des tapis et tissus, peut-être sur commande et des meubles pour la famille,. Elle devient une épouse et une mère à plein-temps et n'a plus jamais produit commercialement d'autres jouets ou meubles.
Alma Siedhoff-Buscher perd la vie lors d'un raid aérien de la Seconde Guerre mondiale à Buchschlag près de Francfort-sur-le-Main le 25 septembre 1944.

## Œuvres principales

### Le mobilier
Pour la chambre d'enfants de la "Haus am Horn", Alma Siedhoff-Buscher s'est efforcée d'exploiter la surface disponible de façon à laisser un maximum de place libre pour le jeu. Les meubles sont dessinés de façon à pouvoir être réutilisés dans d'autres pièces, avec d'autres fonctions. Le mobilier peut donc « grandir » avec l'enfant. 
Le design du mobilier est inspiré par le constructivisme : les blocs cubiques de couleurs primaires sont recouverts de surfaces blanches en linoleum. Alma Siedhoff-Buscher pense que la blancheur augmente «le bonheur des couleurs » et donc la « joie de l'enfant - un facteur de puissance dans l'éducation ». Des tableaux de peinture colorés lavables complètent la pièce. Elle prête une grande attention à la durabilité des matériaux et à leur qualité mais laisse aussi beaucoup de place pour que l'imagination de l'enfant puisse s'épanouir, les pièces du mobilier pouvant devenir des jouets eux-mêmes : un cube de rangement peut devenir un wagon, un camion aussi bien qu'un siège. Elle se base sur les derniers développements de la psychologie et de la pédagogie.
Ce mobilier et les différents jouets lui valent une reconnaissance internationale. Le projet est assez révolutionnaire. Jusque là, les chambres d'enfants étaient essentiellement équipées de meubles de réemploi et n'intéressaient pas les architectes.

### Les jeux de construction

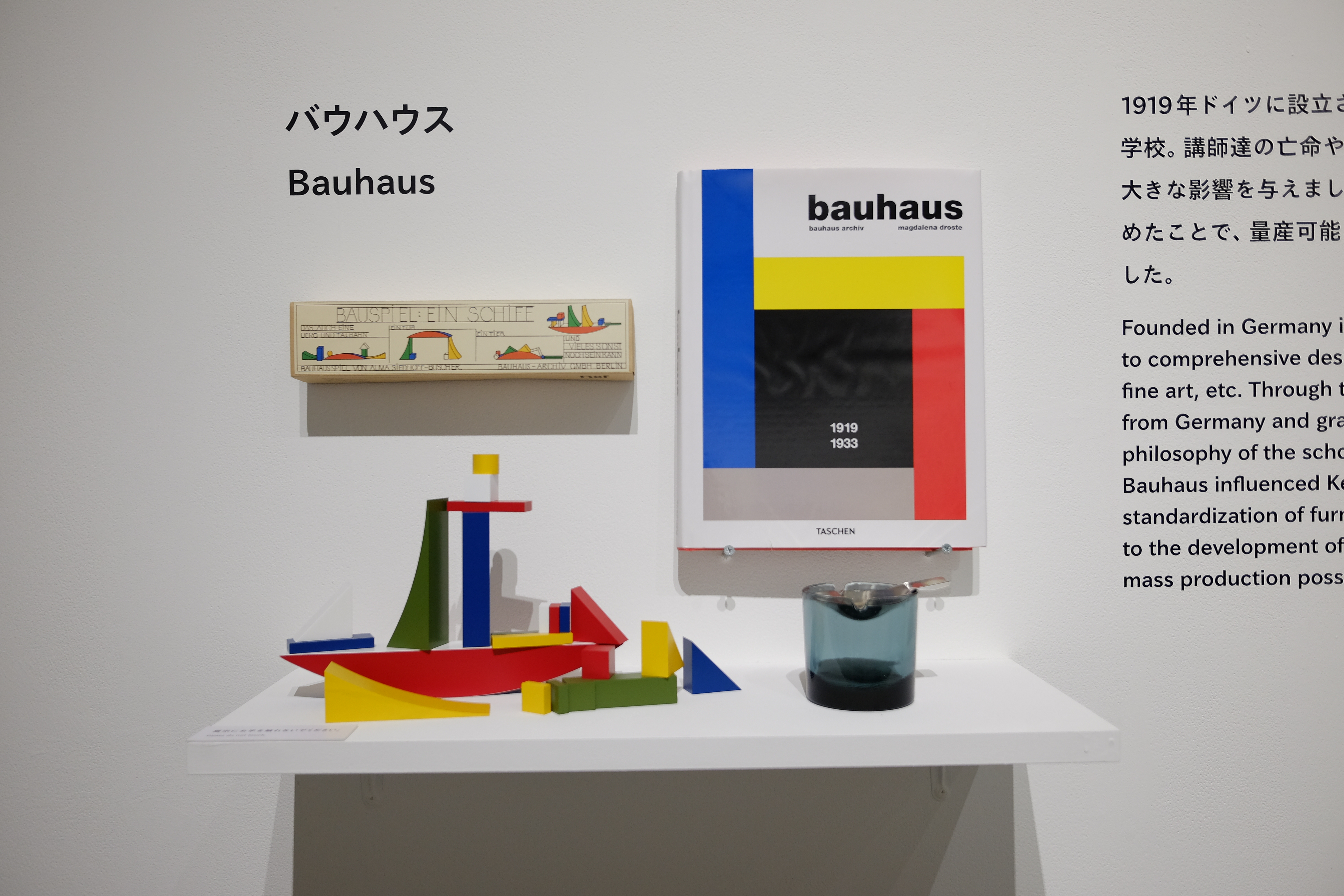
Jeu de construction navale de Siedhoff-Buscher lors d'une exposition 2016 à Tokyo.

Deux de ses jouets les plus connus sont « Kleine Schiffbauspiel » (Petit jeu de construction navale) qu'elle a réalisé en 1923, composée de 22 pièces en bois colorées, et « Große Schiffbauspiel» (Grand jeu de construction navale) réalisé en 1924, qui compte 39 pièces. Ils peuvent être utilisés pour construire un bateau mais aussi pour d'autres expérimentations créatives. Ils sont fabriqués au Bauhaus par l'atelier de sculpture sur bois et peints à l'atelier de peinture murale et peuvent être facilement reproduits. Ils sont encore réédités aujourd'hui. 
Le « Bützelspiel » constitué de formes géométriques colorées est destiné aux tout-petits qui peuvent les assembler, en faire des tours ou simplement les taper l'un contre l'autre. La finition est très précise : des indentations sur les cubes sont prévues pour permettre d'y placer des formes cylindriques sans qu'elles ne tombent. Plus tard, à la demande d'un fabricant suisse, Alma Siedhoff-Buscher ajoutera des images de quatre constructions pouvant être réalisées : un bateau, une montagne, un animal ou encore une porte. Elle attache de l'importance à la créativité  de l'enfant mais pense que ces modèles peuvent être des points de départ pour des développements personnels. 
« Les gens se demandent comment je fais pour comprendre les enfants et pour qu'ils me comprennent. La réponse est simple : je suis encore une enfant et je le resterai toujours. Penser simplement, agir intuitivement et produire des choses immatures. C'est ça un enfant » (Alma Siedhoff-Buscher)

### Les poupées à jeter
Ses « Wurfpuppen » (poupées à jeter) sont fabriquées en chenille, avec de la paille sortant de la tête pour figurer les cheveux. Comme leur nom l'indique, elles sont prévues pour être manipulées activement, voire lancées en l'air. Ça en fait des poupées plus facilement utilisables par les garçons que les poupées traditionnelles, fortement marquées par le genre (aussi bien de la poupée que de l'enfant). Alma Siedhoff-Buscher a décliné des variantes : une poupée noire « Negerkind » (sic) qui doit éveiller l'enfant à la diversité du monde, aux notions de différences et ressemblances, une paire de poupées femmes, l'une classique en jupe aux longs cheveux et l'autre coiffée du Bubbykopf à la mode chez les nouvelles femmes « Neue Frau », soit les féministes de l'époque, et portant le pantalon. Ces poupées peuvent aussi être perçues comme un garçon ou une fille, illustrant la dualité d'Alma et ses difficultés à s'imposer dans un monde fait pour et par les hommes.
Cette attention au genre est intéressante particulièrement si on considère que le Bauhaus attribue des formes et couleurs spécifiques à chaque genre. Johannes Itten en avait fait une de ses leçons durant le cours préliminaire. Ainsi, le carré est rouge et féminin, le triangle jaune et le cercle bleu sont masculins  .
Alma Siedhoff-Buscher imagine aussi un théâtre de marionnettes (Puppettheater) en 1923, simple cube de bois posé sur des pattes fines et peint dans les couleurs du Stijl : bleu, blanc, jaune et rouge. Son air de tableau de Mondrian s'étend au rideau de scène, à la scène et aux marionnettes, formes abstraites de bois.

### Expositions
- 1923: Chambre d'enfants dans la maison modèle « Haus Am Horn »
- 1997: Bützelspiel und Leiterstuhl. Entwürfe für Kinder von Alma Siedhoff-Buscher am Bauhaus in Weimar (Bützelspiel et chaise échelle. Dessins pour enfants par Alma Siedhoff-Buscher au Bauhaus de Weimar) (Deutsches Schloss- und Beschlägemuseum in Velbert)(Musée de la serrure et de la quincaillerie allemandes à Velbert)
- 2004–2006: Alma Siedhoff-Buscher: Eine neue Welt für Kinder (Alma Siedhoff-Buscher : un nouveau monde pour les enfants) (2004–2005 au Musée Bauhaus de Weimar puis en 2006 aux Archives du Bauhaus de Berlin) [10] .

## Film
Lotte Brendel, le personnage principal dans le film de télévision allemand « Lotte am Bauhaus (de)» , diffusé pour la première fois sur ARD en février 2019, est librement inspiré de la vie de Alma Siedhoff-Buscher  . 